# Artème, Candide et Pauline
Pour les articles homonymes, voir Artème.
Artème, son épouse Candide (ou Bianca) et leur fille Pauline sont trois chrétiens martyrs à Rome en l'an 302 ; leur histoire est liée à celle des saints Marcellin et Pierre. Ils sont tous trois vénérés comme saints par l'Église catholique. 

## Biographie
Selon leurs hagiographies, en l'an 302, sous le règne de Dioclétien, sous le juge Serenus, le Chrétien Pierre l'Exorciste était enfermé dans la prison dont Artème était le gardien. La fille de ce dernier, Pauline, était possédée par un démon qui la tourmentait. Pierre, reconnaissant la situation, dit à Artème que s'il croit en Dieu, sa fille sera sauvée ; ce dernier lui répond que, si son Dieu était réel, il l'aurait déjà fait sortir de prison. Pierre rétorque que, s'il reste en prison, c'est pour glorifier Dieu, mais il propose à Artème de le tester : le Seigneur le libérera, et il croira ; Artème consent, double les chaînes et les gardes et rentre chez lui, où il raconte l'histoire, en se moquant de l'exorciste. Sa femme Candide, cependant, espère que Pierre sera en mesure de sauver sa fille. Pendant qu'ils se disputent, Pierre apparaît devant eux et, avec la croix, il chasse l'esprit impur de Pauline. 
Les trois croient immédiatement en Dieu, se convertissent et sont baptisés par Marcellin. Le juge Serenus les arrête et comme ils refusaient de renier leur foi, fait enterrer la mère et la fille vivantes dans une grotte (ou sous un tas de rochers) et, quelques jours plus tard, Artème est décapité. 

## Reliques
Selon la tradition, Artème et Pauline sont enterrés dans les catacombes de San Pancrazio, tandis que les reliques de Candide se trouvent dans une église inconnue située le long de via Portuensis. 